# Daniel (monte)
Il Daniel (2.340 m s.l.m.) è la montagna più alta delle Alpi dell'Ammergau nelle Alpi Bavaresi. Si trova nel Tirolo austriaco.